# Азобензен

Будова азобензену

Азобензен, азобензол — найпростіша ароматична азосполука складу C6H5-N=N-С6Н5.
Азобензен відомий від 1835 року, коли його синтезував німецький хімік Ейльхард Мічерліх.

## Властивості
Азобензен — це оранжево-червоні кристали. Температура плавлення становить 68 °C.
Азобензен нерозчинний у воді, розчинний у багатьох органічних розчинниках і концентрованій сірчаній кислоті.
Азобензен одержують, відновлюючи нітробензол у лужному розчині цинковим пилом або електрохімічним методом. Азобензол відновлюється до аніліну через гідразобензол.